# North Bend, Washington
North Bend är en stad (city) i King County i delstaten Washington i USA. Staden hade 7 461 invånare, på en yta av 11,43 km² (2020). North Bend var en av inspelningsplatserna för TV-serien Twin Peaks.